# Jan Kalivoda
Jan Kalivoda (alemany: Johann Wenzel Kalliwoda)  (Praga, 21 de febrer de 1801 - Karlsruhe, 3 de desembre de 1866) Johann (Baptist) Wenzel Kalliwoda, va ser un virtuós del violí i compositor txec.

## Biografia
Kalliwoda fou un nen típic de l'estat multiètnic dels Habsburg. El seu pare Anton era de Moràvia, la seva mare Theresia (de soltera Kolni) d'Hongria, tots dos aparentment pertanyen a la minoria de parla alemanya, i va néixer a Praga, Bohèmia. El 1811 va començar a estudiar al Conservatori de Praga, entre d'altres. amb Friedrich Dionys Weber (teoria i composició) i Friedrich Wilhelm Pixis (violí). Va romandre estudiant al conservatori durant cinc anys; A causa del seu excel·lent rendiment, va ser un dels quatre estudiants que van rebre una beca de 50 florins per a l'últim any d'estudi. Les seves primeres aparicions públiques com a violinista solista també van tenir lloc en aquest darrer any de formació: el 26 de març de 1816 va interpretar dos moviments d'un concert per a violí de Pierre Rode en un concert per a estudiants del conservatori. L'octubre de 1816 abandonà el conservatori; i el director Friedrich Dionys Weber van escriure en el seu certificat de graduació que la seva interpretació del violí mostrava “a més d'una bella habilitat mecànica, també esperit en l'actuació”, però sobretot va revelar “un talent decidit per a la composició instrumental”, en què “distingeixi, ell mateix per sobre de tot”. De seguida va trobar feina com a violinista a l'Orquestra del Teatre de Praga, on va pertànyer fins a finals de 1821. Des de 1818 apareix en públic amb composicions, inicialment amb obertures, i a partir de 1820 també amb composicions per a violí acompanyades d'orquestra, que va interpretar ell mateix.
El gener de 1822 va fer una gira de concerts per Àustria i el sud d'Alemanya, que va incloure, entre altres coses, va conduir a Linz, Munic i Donaueschingen, on el príncep Karl Egon II li va oferir el càrrec de director de la cort al teatre de la cort de Donaueschingen, que Conradin Kreutzer havia ocupat fins a la seva marxa. Kalliwoda va acceptar, però primer va tornar a Praga, on es va casar amb la cantant Therese Brunetti (1803–1892) a l'octubre. A finals de 1822 va ocupar el càrrec a Donaueschingen, que va ocupar fins al 1866.
Va compondre, va dirigir l'òpera de la cort, va aparèixer com a solista i va ensenyar als fills del príncep. Durant quatre dècades va organitzar una rica vida musical a la cort de Fürstenberg. No només es van interpretar nombroses composicions pròpies de tots els gèneres, sinó també obres d'altres compositors. Va convidar, entre d'altres, a Clara i Robert Schumann així com a Franz Liszt a Donaueschingen. Si bé el príncep no només va regalar un Stradivarius al seu director de banda, sinó que també li va concedir unes generoses vacances per fer gires de concerts per Europa, aquest va agrair al seu empresari rebutjant ofertes temptadores de Colònia, Mannheim, Dessau, Leipzig i Praga.
Les activitats de Kalliwoda a Donaueschingen es van interrompre per la revolució alemanya de 1848/49, la dissolució de l'orquestra de la cort príncep i l'incendi del teatre del segle XVIII el 1850. Va anar a Karlsruhe a viure amb els seus fills i només es va casar el 1857 amb Karl Egon III, va tornar a trucar a la petita residència del Baar, on ja no va poder reconstruir el negoci dels concerts.
El 1866 Kalliwoda es va retirar i es va traslladar definitivament a Karlsruhe, on va morir d'un atac de cor aquell mateix any. Hi ha una placa commemorativa a la casa on va morir a Amalienstrasse 39, i el príncep de Fürstenberg li va fer erigir un monument al parc del castell de Donaueschingen.
Johann Wenzel Kalliwoda va ser el pare del director musical de la cort de Baden Wilhelm Kalliwoda (1827–1893).

## Obres (selecció)
Kalliwoda va deixar enrere més de 500 obres, 243 de les quals tenen números d'opus. La seva obra inclou òperes, obres vocals sagrades i profanes, simfonies, obertures, obres de concert, música de cambra i composicions per a piano. L'extens llegat musical de Johann Wenzel Kalliwoda es conserva ara a la Biblioteca Estatal de Baden a Karlsruhe.
Els anys no comentats entre parèntesis indiquen l'any en què es va completar la composició; Si no es coneix, s'indica l'any de la primera impressió amb la "ed." al davant i sense parèntesis. Les obres amb números d'opus van aparèixer impresa durant la vida de Kalliwoda; Les obres comptades com a WoO (= obra sense número d'opus) no es van imprimir.

## Obres
Per conèixer la immensa obra de Jan Kalivoda aneu a seu arxiu de a Viquipèdia alemanya.

## Discografia
- Simfonies núm. 5 en si menor op. 106 i núm. 6 en fa major op. Pilsen Radio Orchestra, dirigida per Jiří Malát (CRC 2123), 1992
- Música per a piano a quatre mans (Simfonia núm. 1 en fa menor op. 7 arr. de Carl Czerny, Divertissement en fa major op. 28, 3 Grandes Marches op. 26, Gran Sonata en sol menor op. 135); Duo Takezawa-Sisschka (Ars Production Schumacher FCD 368 408), 2001
- Simfonies núm. 5 en si menor op. 106 i núm. 6 en fa major op. Hofkapelle Stuttgart, director: Frieder Bernius (Orfeo C 677 061 A), 2006
- Simfonies núm. 5 en si menor op. 106 i núm. 7 en sol menor WoO/01, Obertura núm. 16 en la menor op. La nova orquestra, dirigida per Christoph Spering (cpo 777 139–2), 2006
- Obertura núm. 12 en re major op. 145, Introducció i variacions en si major per a clarinet i orquestra op. Dieter Klöcker, clarinet; Radovan Vlatkovic, trompa; Orquestra Simfònica d'Hamburg, dirigida per Johannes Moesus (MDG 3291387-2), 2006
- Quartets de corda núm. 1 en mi menor op. 61, núm. 2 en la major op. 90; Le Quatuor Talich (cal 9357), 2006
- Obertura núm. 17 en fa menor op. Simfonies núm. 2 en mi bemoll major op. 17 i núm. 4 en do major op. The Cologne Academy, director: Michael Alexander Willens (cpo 777 469-2), 2010
- Obertures núm. 3 en do major op. 55, núm. 7 en do menor op. 101; Concertini per a violí i orquestra núm. 1 Mi major op 15 i núm. 5 La menor op. Ariadne Daskalakis, violí; Acadèmia de Colònia, Director: Michael Alexander Willens (cpo 777 692-2), 2015

## Documents
Les cartes de Johann Wenzel Kalliwoda es troben als fons de l'editor musical de Leipzig C. F. Peters als Arxius Estatals de Leipzig.